# Joaquim José Macedo e Couto
Joaquim José de Macedo e Couto (Caparica, 9 de março de 1810 - Lisboa, 29 de outubro de 1879) foi um militar português. Foi nomeado como o 96.º Governador da Índia Portuguesa em 10 de novembro de 1871, indo assumir o Governo de Goa em dezembro do mesmo ano, exercendo as funções até 1875.